# 高官
| ウィキペディアには「高官」という見出しの百科事典記事はありません（タイトルに「高官」を含むページの一覧/「高官」で始まるページの一覧）。 代わりにウィクショナリーのページ「高官」が役に立つかもしれません。 |